# Sheraton

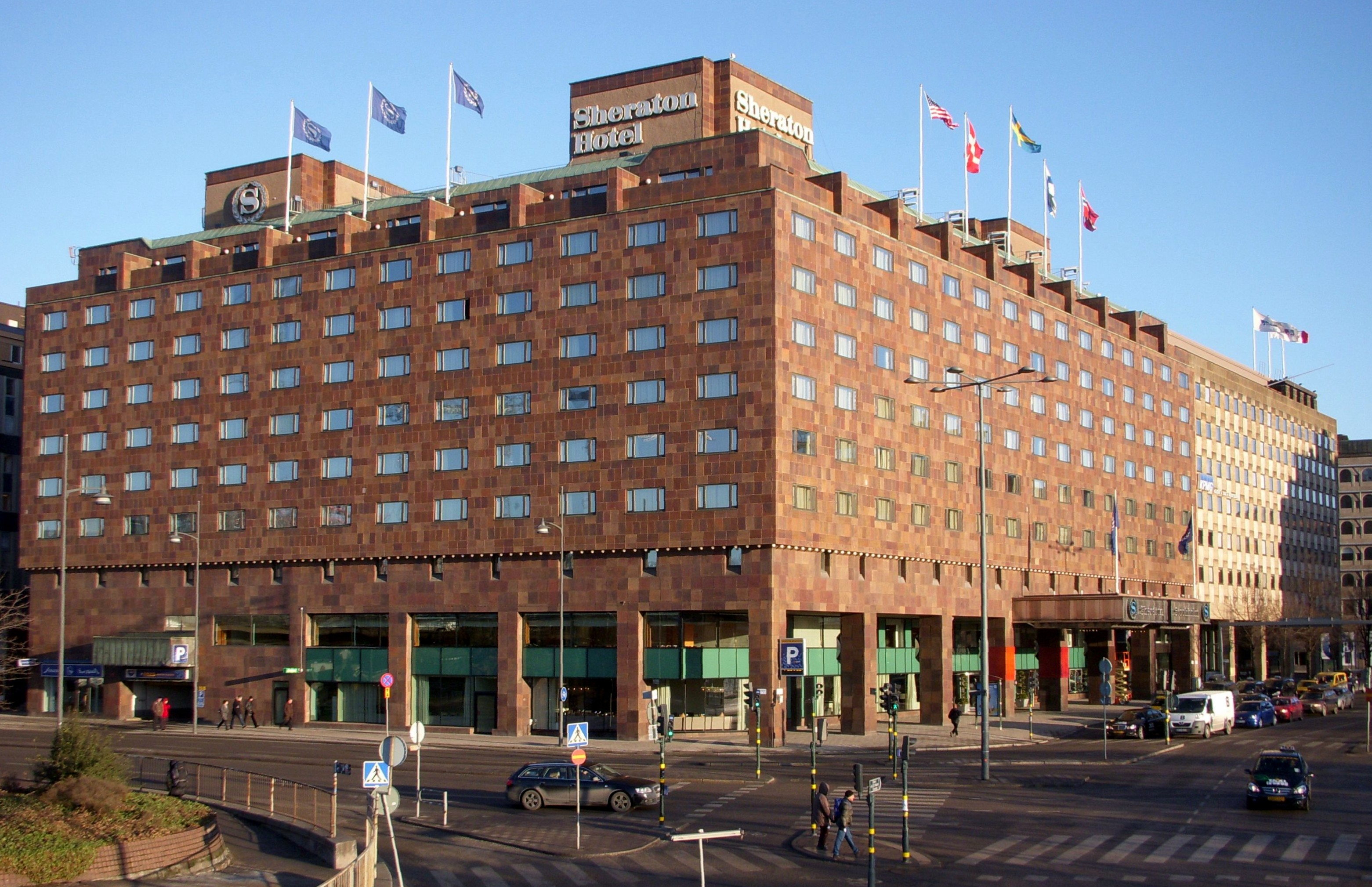
Hotel Sheraton i Stockholm.

Sheraton är en hotellkedja som sedan 2016 - genom förvärv av Starwood Hotels & Resorts Worldwide, Inc. - ägs av Marriott International.
Sheraton grundades 1937 av Ernest Henderson och Robert Moore. Första Sheraton-hotellet byggdes i Springfield, Massachusetts, USA. 
2021 finns bara ett Sheraton-hotel i Sverige, Sheraton i Stockholm, men det har funnits fler. I Malmö låg Sheraton vid Triangeln. I Göteborg låg hotellet på Södra Hamngatan. I dag drivs det hotellet som Radisson Blu Scandinavia. 